# Ліщинський Василь Вікторович
Ліщинський Василь Вікторович (18 березня 1964 — 29 листопада 2015) — український легкоатлет, майстер спорту України міжнародного класу, чемпіон Х літніх Паралімпійських ігор 1996 року, бронзовий призер XIII літніх Паралімпійських ігор 2008 року, срібний призер XIV Літніх Паралімпійських ігор 2012 року.
Займався у секції легкої атлетики Київського обласного центру «Інваспорт».

## Державні нагороди
- Орден «За заслуги» II ст. (17 вересня 2012) — за досягнення високих спортивних результатів на XIV літніх Паралімпійських іграх у Лондоні, виявлені мужність, самовідданість та волю до перемоги, піднесення міжнародного авторитету України[4]
- Орден «За заслуги» III ст. (7 жовтня 2008) — за досягнення високих спортивних результатів на XIII літніх Паралімпійських іграх в Пекіні (Китайська Народна Республіка), виявлені мужність, самовідданість та волю до перемоги, піднесення міжнародного авторитету України[5]
- Орден «За мужність» III ст. (30 серпня 1996) — за особисту мужність, видатні спортивні перемоги на X Паралімпійських іграх у м. Атланті (США)[6]